# Prisión de Reina Amalia
La cárcel de Reina Amalia, conocida popularmente como la «cárcel vieja», fue un centro penitenciario que funcionó desde 1839 hasta 1936 en el Raval de Barcelona, España. Ya desaparecida, se ubicaba en la plaza de Folch i Torres.

## Historia

### Cárcel para todos (1839-1904)
En 1833 se construyó el nuevo convento de San Vicente de Paúl en las calles de la Lealtad y Amalia, esta última dedicada a María Josefa Amalia de Sajonia, que fue la tercera esposa del rey Fernando VII de España. En 1835 el convento fue incendiado por el anticlericalismo popular y en 1836, la Desamortización de Mendizábal echó a los monjes y se condicionó el espacio como centro penitenciario que pasó a ser conocido popularmente como «Cárcel de Amalia».
En 1839 empezó la actividad de la «cárcel vieja», que acogía indistintamente a hombres, mujeres, niños y ancianos. En el año 1847, la cárcel alcanzó su máximo nivel de ocupación. Sin embargo, pese a que su capacidad oficial era de casi 300 reclusos, el número de presos y presas confinados alcanzó los 800 durante sus primeros años de funcionamiento, alcanzando un grado de ocupación de cerca de 1.500 reclusos en el año 1847. La situación en la cárcel era muy dura, no solo por el hacinamiento. Por un lado, las condiciones higiénicas eran penibles. Además, en Barcelona se solía regalar el pan mal cocido, las verduras medio podridas y la carne que no dejaban vender en los mercados a prisiones y orfanatos. A estas condiciones, se le añade que la corrupción era generalizada e imperaba la ley del más fuerte. El archivo del abogado Pere Armengol contiene unas cartas de un preso, Carlos E. Denger, que describe con detalle toda una serie de abusos, como por ejemplo el hecho de que los encausados de un gran robo gozasen de bastante libertad y privilegios, «mientras otros que por su posición social o buenas cualidades personales» debían permanecer «en completa clausura», porque no habían hecho al alcaide un «regalo de 40 duros».
Durante la década de 1890, en el muro de la cárcel, en el llamado Patio de los Corderos, el verdugo Nicomedes Méndez se encargó de ajusticiar a algunos delincuentes condenados a muerte. En 1892 por medio del método del garrote vil, murió Isidro Mompart, un atracador que asesinó a dos niños en Sant Martí de Provençals y Aniceto Peinador, condenado por el atentado del Liceo. Ambos casos fueron muy seguidos, pues hacía más de 16 años que no se ajusticiaba a nadie en Barcelona con ese método. Ramón Casas asistió a la ejecución y dibujó la obra El garrote vil.

### Cárcel para mujeres (1904-1936)
En 1904, con la inauguración de la Cárcel Modelo en la calle Entença, la «cárcel vieja» se convirtió sólo en prisión de mujeres en sustitución de la antigua de «La Galera», situada en la actual plaza de Salvador Seguí. Recibía ese nombre debido a la obligación que tenían las reclusas, mayoritariamente de clase baja, de trabajar en la confección de hilados.
Durante el primer tercio del siglo XX por la cárcel también pasaron presas políticas, sobre todo anarquistas. Nunca llegaron a ser mayoría en Reina Amalia, pero sí un buen número en períodos de revueltas y huelgas, como la Semana Trágica, en 1909, cuando Barcelona empezó a ser conocida como la Rosa de Fuego. La mayoría de condenas eran por pequeños hurtos, pero también por ser lesbianas o blasfemas. Entre las reclusas del centro estaba Maria Rosa Sagnier, de noble alcurnia, que cumplía prisión por haber perturbado, por fundamentalismo católico, el estreno de una obra de teatro anticlerical y no haber pagado la multa. También la cantante Bella Dorita, condenada «por escándalo público». En abril de 1931 tuvo lugar un asalto en el que se liberaron las presas y se quemaron las colchonetas y las fichas antropométricas.
El 22 de diciembre de 1935 se celebró en el vecino Teatro Olympia un mitin organizado por la CNT contra la pena de muerte y para abogar por el indulto de quienes se encontraban condenados. El sistema jurídico de la Segunda República Española tenía entonces dictadas 30 penas de muerte. Allí pronunciaron discursos Tomás Herreros, Vicente Pérez, Francisco Ascaso, Liberto Callejas y Vicente Ballester Marco.
El 19 de julio de 1936, una vez detenido el golpe de estado militar, se procedió a la liberación de las presas. El gobierno aprovechó políticamente el hecho para denunciar las malas condiciones de la vida penitenciaria con los regímenes monárquicos anteriores a 1931. El 21 de agosto de 1936 se inició el derribo oficial de la cárcel en un acto municipal con la presencia del alcalde, Carles Pi i Sunyer, y el consejero-concejal Antoni Ventós. El derribo, a pico y pala, corrió a cargo de miembros del Sindicato de la Construcción de la CNT.
La plaza todavía se llamaba «la plazoleta de la cárcel» o «la plaza de la cárcel de mujeres», y recibió el nombre de plaza Josep Maria Folch i Torres en 1963, cuando se inauguró el nuevo edificio del Instituto Milà i Fontanals. En 2017 se realizaron investigaciones arqueológicas con motivo del proyecto de reurbanización de la plaza.